# Cires-lès-Mello
Cires-lès-Mello est une commune française située dans le département de l'Oise, en région Hauts-de-France.

## Géographie

### Description

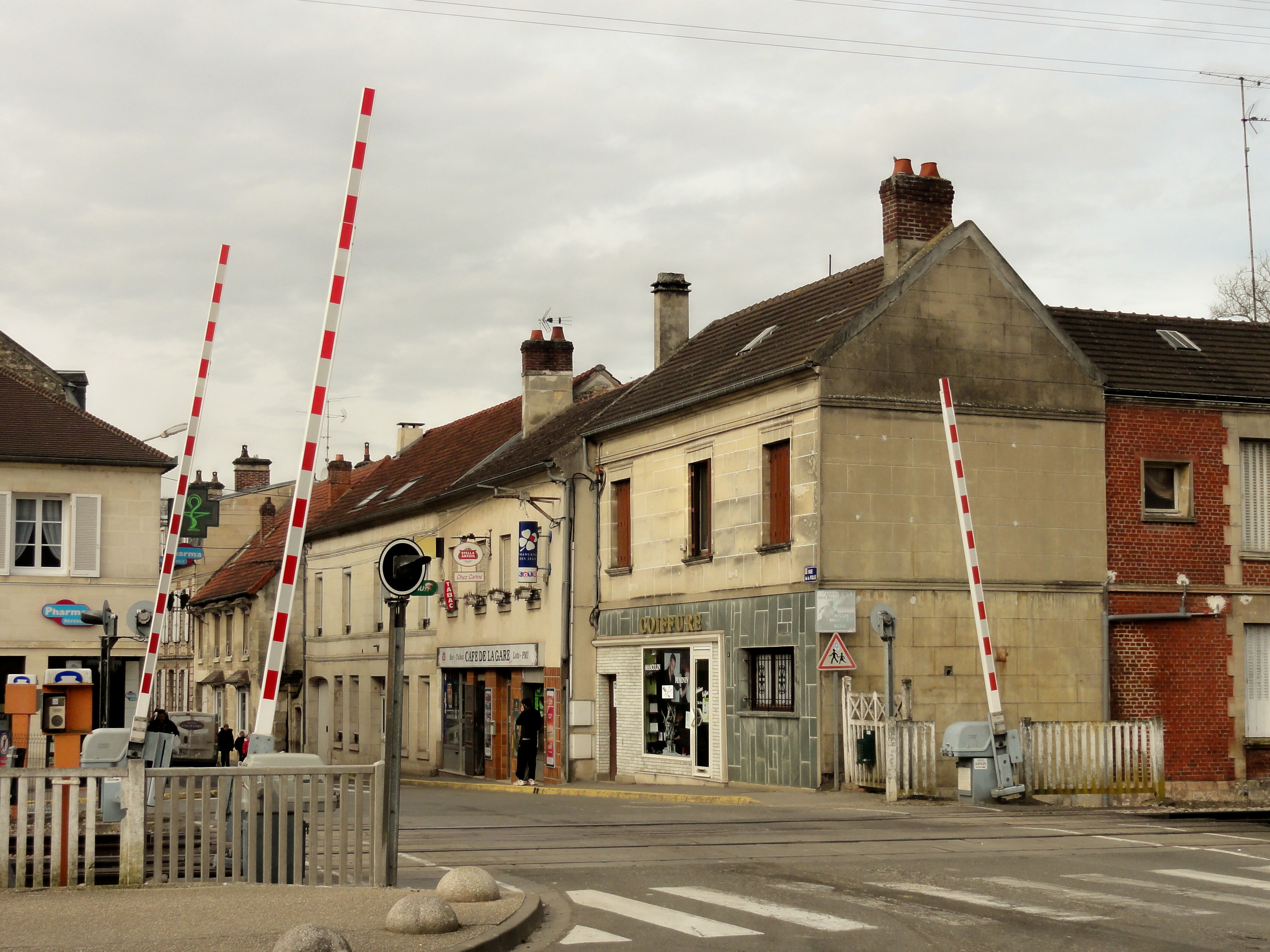
La rue de la Ville et le passage à niveau.

La commune, traversée par le méridien de Paris matérialisé par la Méridienne verte, est située à l'ouest de Montataire sur l'ancienne route nationale 329 (actuelle RD 929).
Elle est traversée par le Sentier de grande randonnée GR11.

### Communes limitrophes
| Balagny-sur-Thérain                         |                      | Bury   |
| Foulangues                                  | Cires-lès-Mello      | Mello  |
| Ully-Saint-Georges Neuilly-en-Thelle Ercuis | Blaincourt-lès-Précy | Maysel |

### Hydrographie

#### Réseau hydrographique
La commune est située dans le bassin Seine-Normandie. Elle est drainée par le Thérain, le ruisseau de Cires, le ruisseau de Tranlay et divers bras du Therain,,.
Le Thérain, d'une longueur de 94 km, prend sa source dans la commune de Gaillefontaine et se jette  dans l'Oise à Saint-Leu-d'Esserent, après avoir traversé 43 communes. Les caractéristiques hydrologiques du Thérain sont données par la station hydrologique située sur la commune de Mello. Le débit moyen mensuel est de 7,79 m3/s. Le débit moyen journalier maximum est de 35,6 m3/s, atteint lors de la crue du 29 mars 2001. Le débit instantané maximal est quant à lui de 35,9 m3/s, atteint le même jour.
Le ruisseau de Cires, d'une longueur de 14 km, prend sa source dans la commune de Cauvigny et se jette  dans le Thérain à Bury, après avoir traversé six communes. 

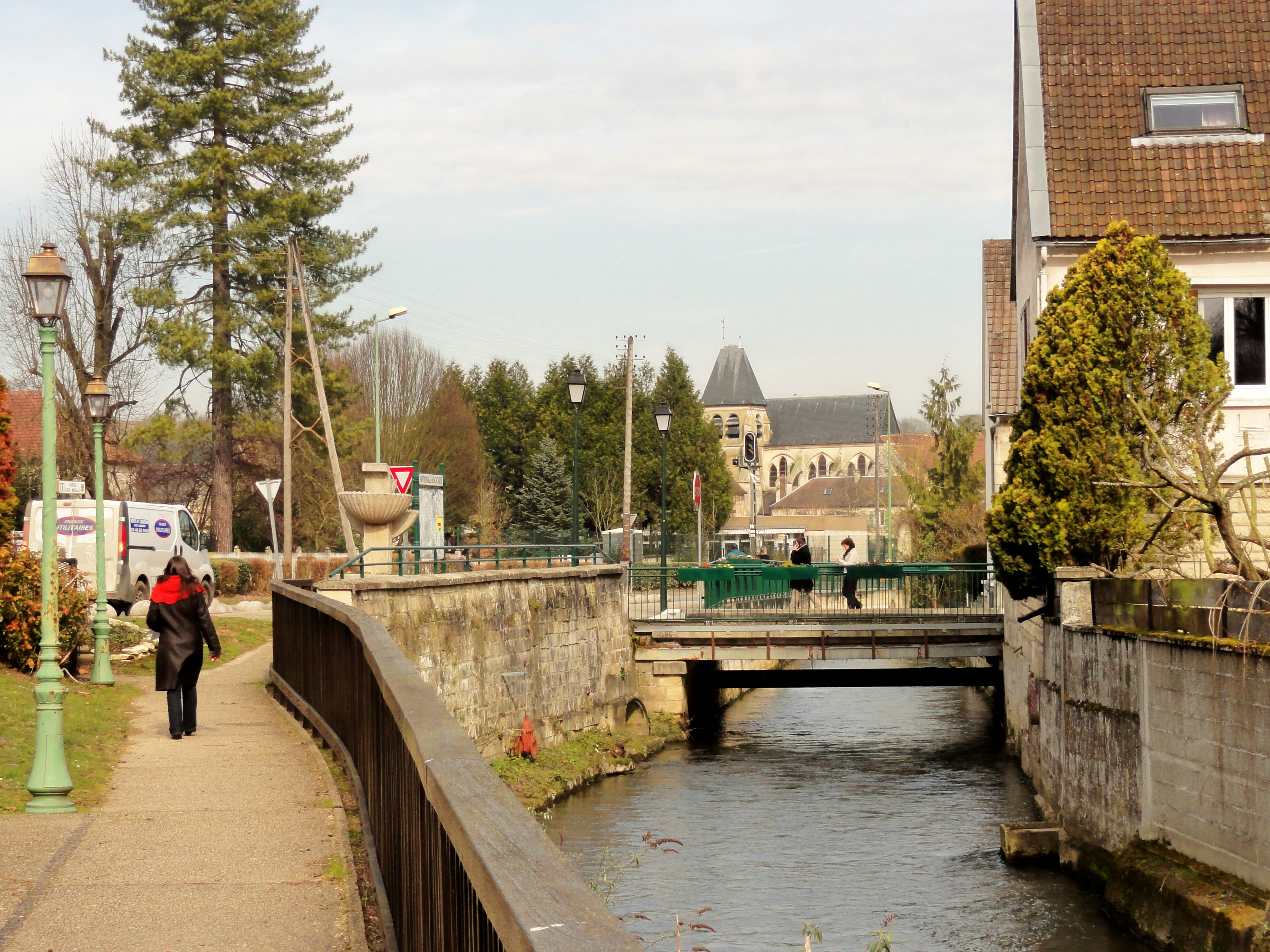
Le Petit Thérain.
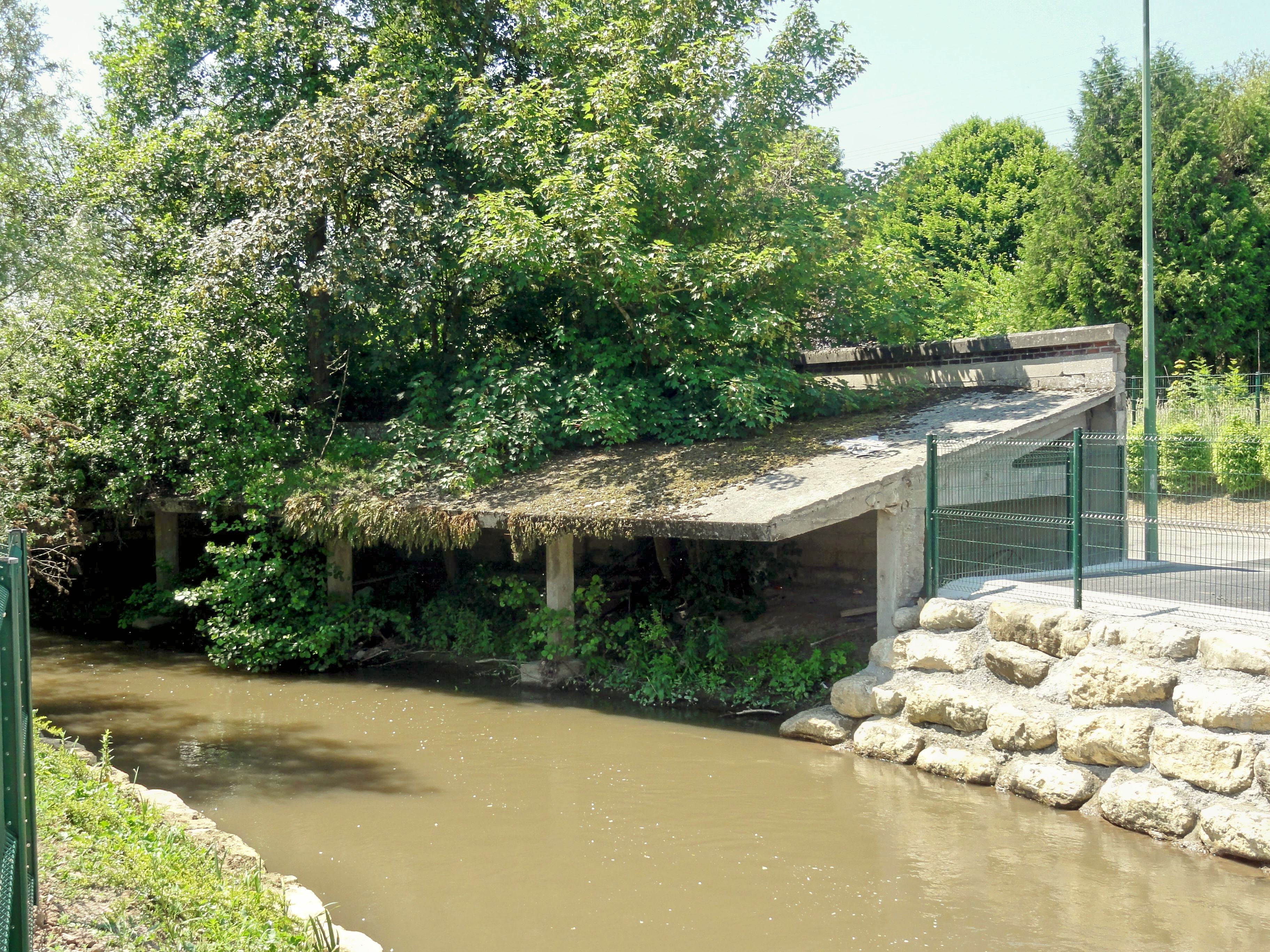
Lavoir en béton armé.

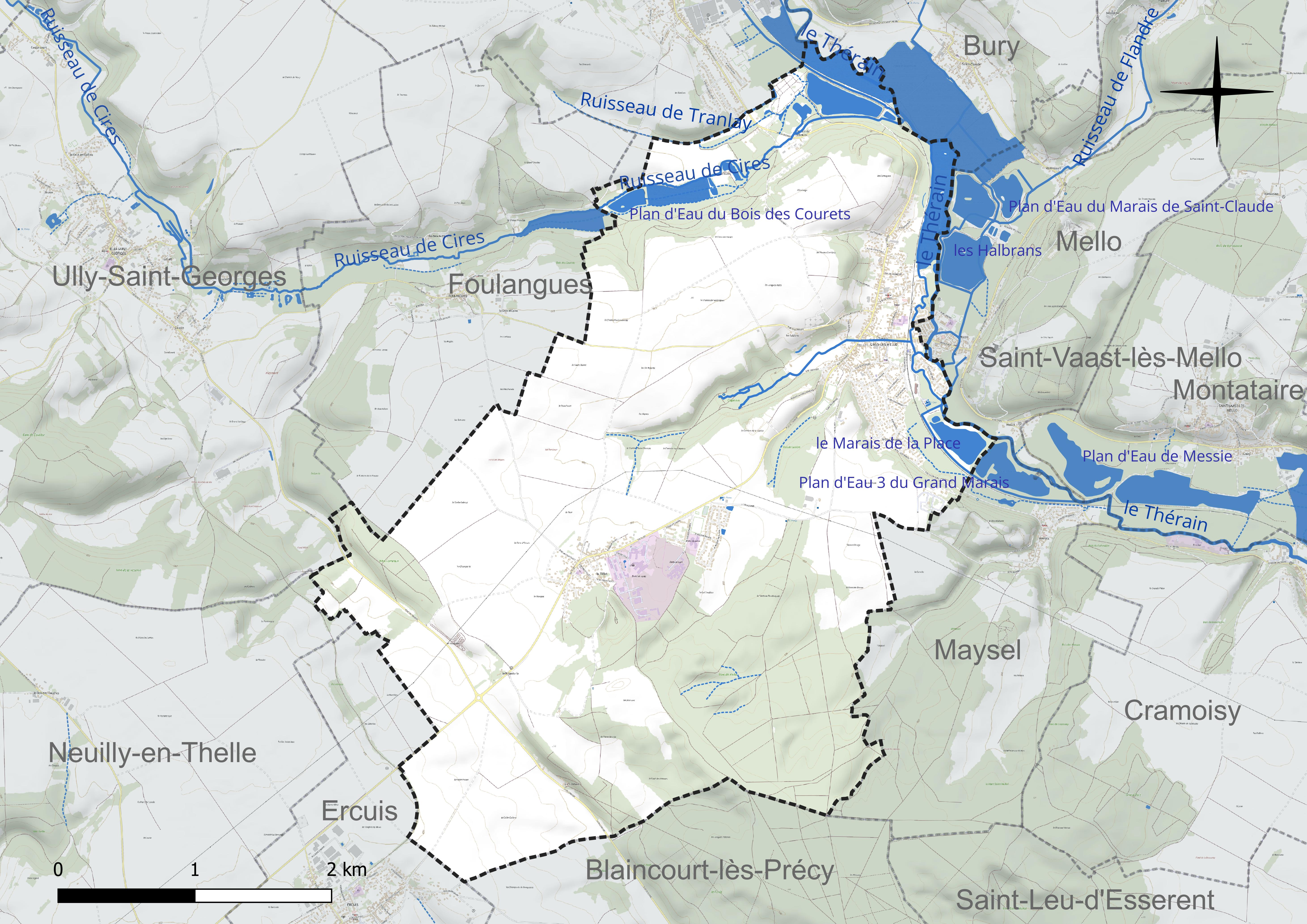
Réseau hydrographique de Cires-lès-Mello.

Quatre plans d'eau complètent le réseau hydrographique : le marais de la Place (6,4 ha), le plan d'eau 3 du Grand Marais, d'une superficie totale de 9,3 ha (0 ha sur la commune), le plan d'eau du Bois des Courets (2,6 ha) et le plan d'eau du Moulin de Villeteint (8,7 ha),.

#### Gestion et qualité des eaux
Le territoire communal est couvert par le schéma d'aménagement et de gestion des eaux (SAGE) « Sensée ». Ce document de planification concerne un territoire de 1 219 km2 de superficie, délimité par le bassin versant du Thérain. Le périmètre a été arrêté le 27 janvier 2023 et le SAGE proprement dit est, en 2024, en cours d'élaboration. La structure porteuse de l'élaboration et de la mise en œuvre est le syndicat intercommunal de la Vallée du Thérain (SIVT). 
La qualité des cours d'eau peut être consultée sur un site dédié géré par les agences de l'eau et l'Agence française pour la biodiversité. 

### Climat
Pour des articles plus généraux, voir Climat des Hauts-de-France et Climat de l'Oise.
En 2010, le climat de la commune est de type climat océanique dégradé des plaines du Centre et du Nord, selon une étude du CNRS s'appuyant sur une série de données couvrant la période 1971-2000. En 2020, Météo-France publie une typologie des climats de la France métropolitaine dans laquelle la commune est exposée à un climat océanique et est dans une zone de transition entre les régions climatiques « Sud-ouest du bassin Parisien » et « Nord-est du bassin Parisien ». 
Pour la période 1971-2000, la température annuelle moyenne est de 11 °C, avec une amplitude thermique annuelle de 14,9 °C. Le cumul annuel moyen de précipitations est de 655 mm, avec 10,4 jours de précipitations en janvier et 8 jours en juillet. Pour la période 1991-2020, la température moyenne annuelle observée sur la station météorologique la plus proche, située sur la commune de Creil à 9 km à vol d'oiseau, est de 11,2 °C et le cumul annuel moyen de précipitations est de 662,2 mm,. Pour l'avenir, les paramètres climatiques de la commune estimés pour 2050 selon différents scénarios d'émission de gaz à effet de serre sont consultables sur un site dédié publié par Météo-France en novembre 2022.

## Urbanisme

### Typologie
Au 1er janvier 2024, Cires-lès-Mello est catégorisée bourg rural, selon la nouvelle grille communale de densité à sept niveaux définie par l'Insee en 2022.
Elle appartient à l'unité urbaine de Cires-lès-Mello, une agglomération intra-départementale regroupant deux  communes, dont elle est ville-centre,,. Par ailleurs la commune fait partie de l'aire d'attraction de Paris, dont elle est une commune de la couronne,. 

### Occupation des sols
L'occupation des sols de la commune, telle qu'elle ressort de la base de données européenne d'occupation biophysique des sols Corine Land Cover (CLC), est marquée par l'importance des territoires agricoles (54,9 % en 2018), une proportion sensiblement équivalente à celle de 1990 (55,6 %). La répartition détaillée en 2018 est la suivante : 
terres arables (50,8 %), forêts (34,8 %), zones urbanisées (8,2 %), zones agricoles hétérogènes (2,6 %), eaux continentales (2,1 %), prairies (1,5 %). L'évolution de l'occupation des sols de la commune et de ses infrastructures peut être observée sur les différentes représentations cartographiques du territoire : la carte de Cassini (XVIIIe siècle), la carte d'état-major (1820-1866) et les cartes ou photos aériennes de l'IGN pour la période actuelle (1950 à aujourd'hui).

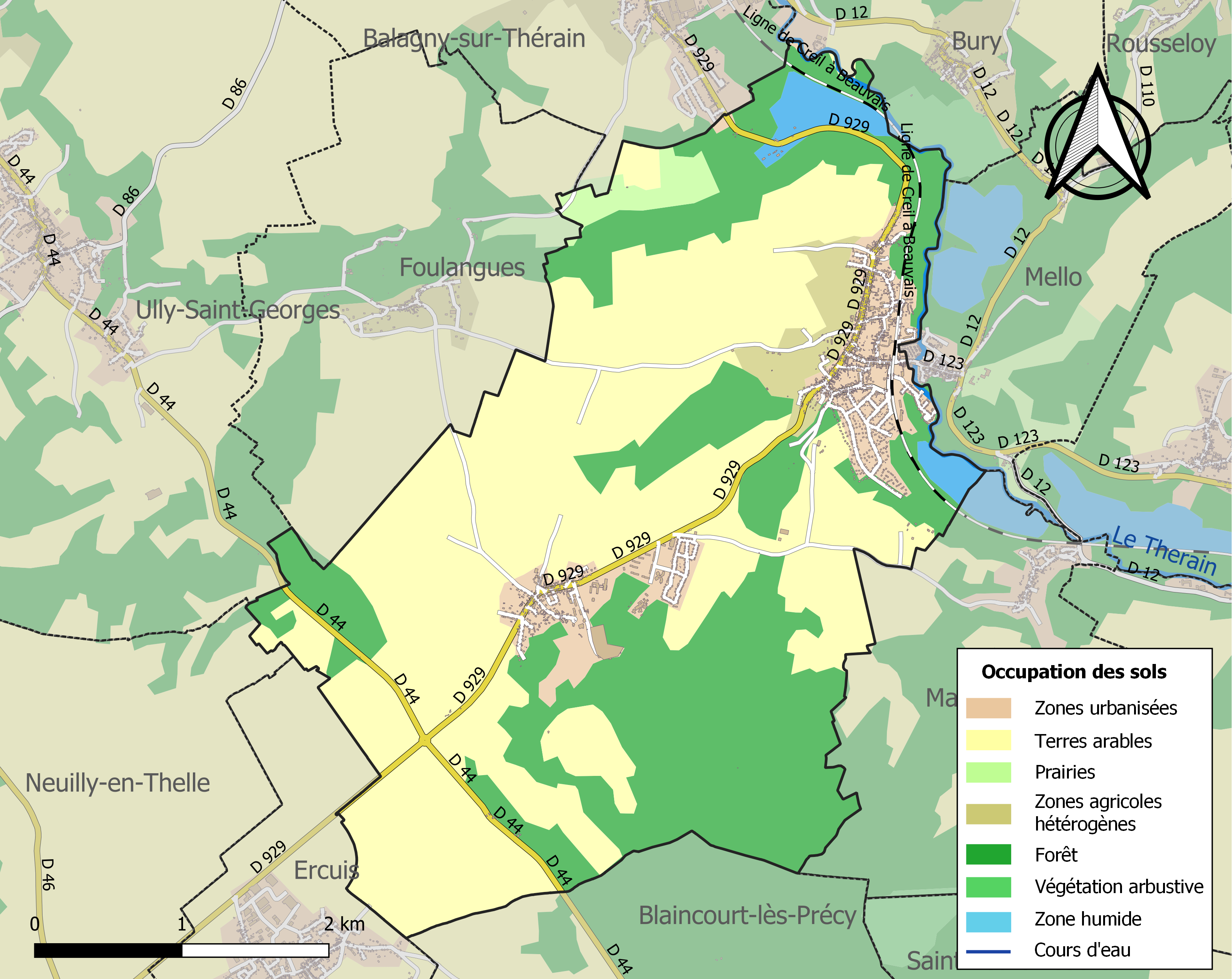
Carte des infrastructures et de l'occupation des sols de la commune en 2018 (CLC).

### Lieux-dits, hameaux et écarts
Le hameau du Tillet, qui dispose d'écoles maternelle et primaire, est situé à l'ouest de la ville.

### Habitat et logement
En 2018, le nombre total de logements dans la commune était de 1 656, alors qu'il était de 1 526 en 2013 et de 1 388 en 2008.
Parmi ces logements, 91,8 % étaient des résidences principales, 1,7 % des résidences secondaires et 6,6 % des logements vacants. Ces logements étaient pour 71,1 % d'entre eux des maisons individuelles et pour 24,2 % des appartements.
Le tableau ci-dessous présente la typologie des logements à Cires-lès-Mello en 2018 en comparaison avec celle de l'Oise et de la France entière. Une caractéristique marquante du parc de logements est ainsi une proportion de résidences secondaires et logements occasionnels (1,7 %) inférieure à celle du département (2,5 %) mais supérieure à celle de la France entière (9,7 %). Concernant le statut d'occupation de ces logements, 67,2 % des habitants de la commune sont propriétaires de leur logement (65,2 % en 2013), contre 61,4 % pour l'Oise et 57,5 pour la France entière.
| Typologie                                               | Cires-lès-Mello | Oise | France entière |
| ------------------------------------------------------- | --------------- | ---- | -------------- |
| Résidences principales (en %)                           | 91,8            | 90,4 | 82,1           |
| Résidences secondaires et logements occasionnels (en %) | 1,7             | 2,5  | 9,7            |
| Logements vacants (en %)                                | 6,6             | 7,1  | 8,2            |

### Voies de communication et transports
La gare de Cires-lès-Mello est desservie par les trains qui effectuent des missions entre les gares de Creil et de Beauvais.
La commune est desservie, en 2023, par les lignes 646, 647, 648, 6202, 6344 et 6345 du réseau interurbain de l'Oise.

## Toponymie
Le nom de la localité est attesté sous les formes Cires (1170) ; Chire (1180) ; de Chiris (1180) ; ecc. de ciris (1183) ; Cirium (1183) ; Cyres (1190) ; de molendinis de ciris (1207) ; in villa de cires (1207) ; Cire (1269) ; beati martini de ceris (1269) ; in territorio de cires (1244) ; Sire (vers 1270) ; Cires les mellou (1277) ; Ciroe (1294) ; Cyres juxta Mellotum (1294) ; Chires (vers 1380) ; Cires prez Mello (1414) ; Chir (XVe) ; Cirs (XVe) ; Cir les Marlou (XVe) ; Cires soubz tilliel (1517) ; Cires lez Mello (vers 1525) ; Cirre (vers 1570) ; Cire lez Mello (1665) ; Cir lez Mello (XVIIIe) ; Cires-lès-Mello (1840).

À l'origine Cire était le nom d'un cours d'eau attesté sous les formes Chera (1180) ; Cheva (1180) ; Chire (XIVe) ; Cire (XIVe) ; Chere (XIVe), le nom picard était Chire et le nom français Chère. La Chère prend sa source au village de Cauvigny. Son nom était oublié des habitants, ils disent « le ruisseau de Cires » depuis 1946.
La préposition « lès » permet de signifier la proximité d'un lieu géographique par rapport à un autre lieu. En règle générale, il s'agit d'une localité qui tient à se situer par rapport à une ville voisine plus grande. La commune de Cires indique qu'elle se situe près de Mello.

Mello : Merloilum en 1039, probablement composé du latin merula (merle) et du gaulois -ialo, ce serait « (la) clairière du merle ».

## Histoire
La première mention du village de Cires-lès-Mello remonte à 1170.

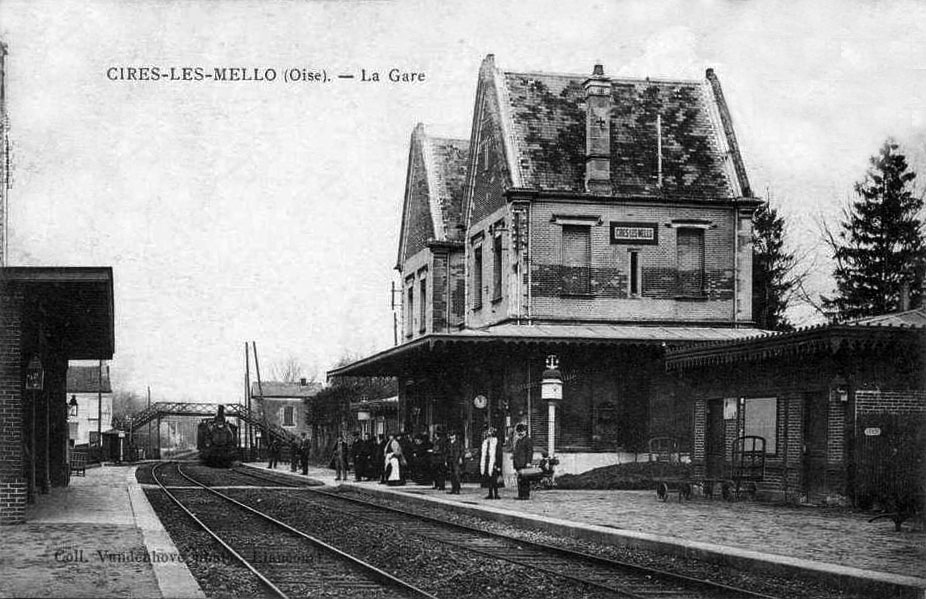
La gare au tout début du XXe siècle.

Le chemin de fer dessert le bourg en 1857  avec la mise en service de la gare de Cires-lès-Mello sur la ligne de Creil à Beauvais, facilitant les déplacements des habitants et le transport des marchandises.
Lors de la Première Guerre mondiale, Cires-lès-Mello se trouve à l'arrière du front et est un  lieu de passage et de cantonnement des troupes françaises. Elle est épargnée des bombardements ennemis sauf durant la nuit du 20 au 21 juillet 1918, date à laquelle un avion bombardier allemand détruit plusieurs immeubles de la commune et tue quatre civils.

## Politique et administration

### Rattachements administratifs et électoraux
La commune se trouve dans l'arrondissement de Senlis du département de l'Oise. Pour l'élection des députés, elle fait partie de la troisième circonscription de l'Oise.
Elle faisait partie depuis 1802 du canton de Neuilly-en-Thelle. Dans le cadre du redécoupage cantonal de 2014 en France, la commune est rattachée au canton de Montataire

### Intercommunalité
La commune faisait partie de la communauté de communes la Ruraloise, créée au 1er janvier 2004, et qui avait pris la suite du SIVOM du Thelle.
Dans le cadre des dispositions de la loi portant nouvelle organisation territoriale de la République (Loi NOTRe) du 7 août 2015, qui prévoit que les établissements publics de coopération intercommunale (EPCI) à fiscalité propre doivent avoir un minimum de 15 000 habitants, le préfet de l'Oise a publié en octobre 2015 un projet de nouveau schéma départemental de coopération intercommunale, qui prévoit la fusion de plusieurs intercommunalités, et en particulier  de la communauté de communes du Pays de Thelle et de la communauté de communes la Ruraloise, formant ainsi une intercommunalité de 42 communes et de 59 626 habitants,.
La nouvelle intercommunalité, dont est membre la commune et dénommée communauté de communes Thelloise  après avoir porté le nom  provisoire de communauté de communes du Pays de Thelle et Ruraloise, est créée par un arrêté préfectoral du 30 novembre 2016 qui a pris effet le 1er janvier 2017.

### Tendances politiques et résultats
Lors du second tour des élections municipales de 2014 dans l'Oise, la liste DVD menée par Béatrice Basquin remporte la majorité des suffrages exprimés, avec 637 voix (43,18 %, 20 conseillers municipaux dont 6 communautaires), devançant les listes menées respectivement par : 

- Alain Guérinet, maire sortant (DVD, 583 voix, 39,52 %, 5 conseillers municipaux élus dont 1 communautaire) ;

- Barbara Mlynarczyk  (PG, 255 voix, 17,28 %, 2 conseillers municipaux élus.

Lors de ce scrutin, 33,33 % des électeurs se sont abstenus.
Lors du second tour des élections municipales de 2020 dans l'Oise, une quadrangulaire a lieu : la liste DVG menée par Alain Guerinet  — maire de la commune de 1989 à 2001 et de 2008 à 2014 — remporte la majorité des suffrages exprimés, avec 419 voix (41,48 %, 20 conseillers municipaux élus, dont 3 communautaires), devançant largement les listes menées respectivement par : 

- Josiane Vandriessche  (DVD, 300 voix, 29,70 %, 4 conseillers municipaux élus dont1 communautaire) ;

- Bertrand Vandewalle  (DVD, 225, 22,27 %, 3 conseillers municipaux élus) ;

- Barbara Mlynarczyk  (DVG, 66 voix, 6,53 %, pas d'élus) ;

lors d'un scrutin marqué par la pandémie de Covid-19 en France où 56,64 % des électeurs se sont abstenus.

### Liste des maires
| Période                                  | Période                    | Identité         | Étiquette | Qualité                                                               |
| ---------------------------------------- | -------------------------- | ---------------- | --------- | --------------------------------------------------------------------- |
| Les données manquantes sont à compléter. |                            |                  |           |                                                                       |
| mars 1971                                | 1977                       | Alfred Peltier   |           |                                                                       |
| mars 1977                                | 1983                       | Jean Benaut      |           |                                                                       |
| mars 1983                                | 1989                       | Hubert Lioust    | DVD       | Président d'associations                                              |
| mars 1989                                | mars 2001                  | Alain Guérinet   | DVD       |                                                                       |
| mars 2001,                               | 2008                       | Hubert Lioust    | UMP       | Retraité                                                              |
| mars 2008                                | 2014                       | Alain Guérinet   | DVD       |                                                                       |
| avril 2014,                              | juillet 2020               | Béatrice Basquin | DVD       | Attachée commerciale Vice-présidente de la CC Thelloise (2017 →2020 ) |
| juillet 2020,                            | En cours (au 11 mars 2021) | Alain Guérinet   | DVD       |                                                                       |

### Jumelages

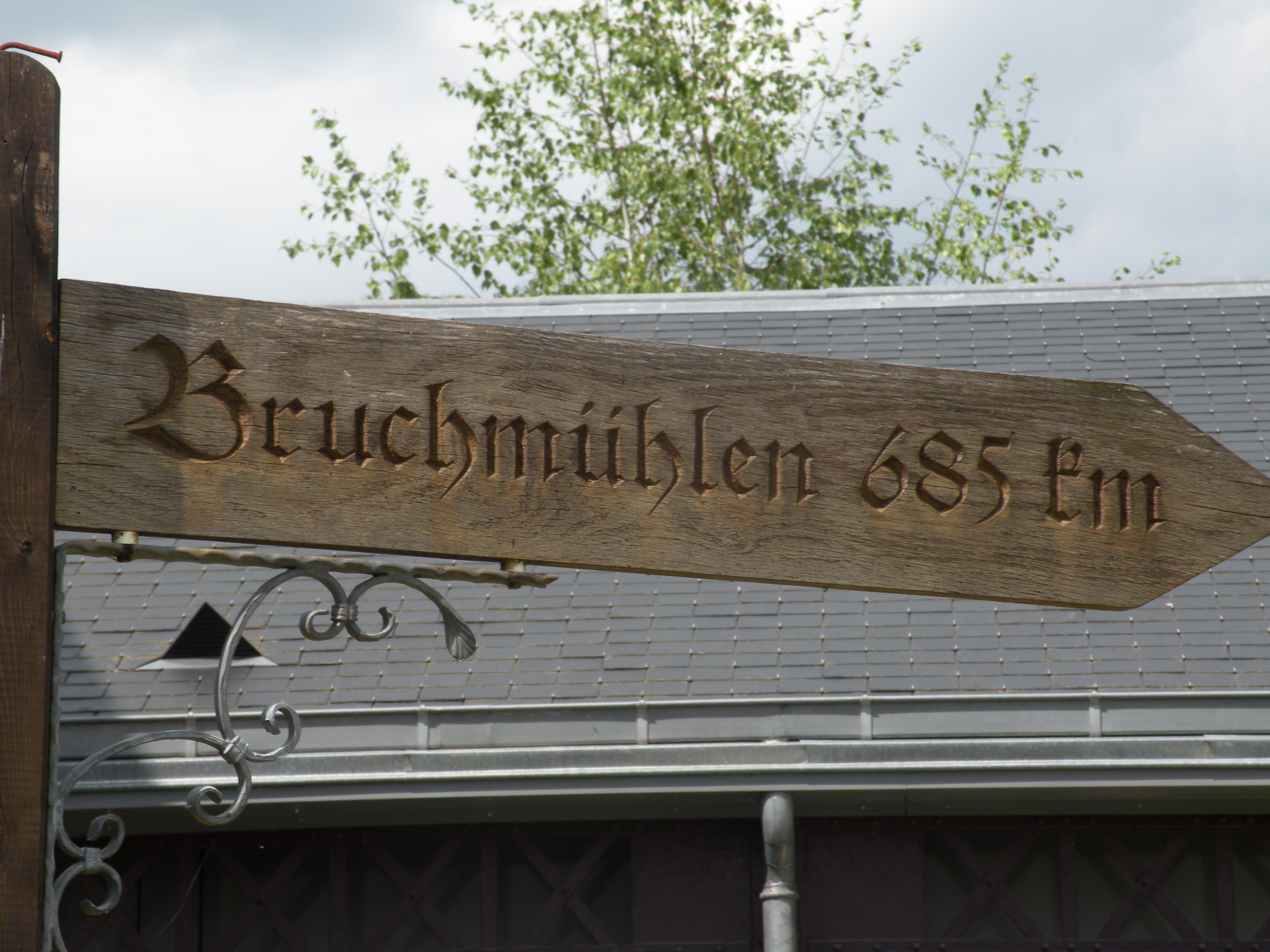
Panneau de jumelage.

- Bruchmühlen (Allemagne)[43].

## Équipements et services publics
La ville possède une Bibliothèque Municipale située au 2 rue Saint Martin

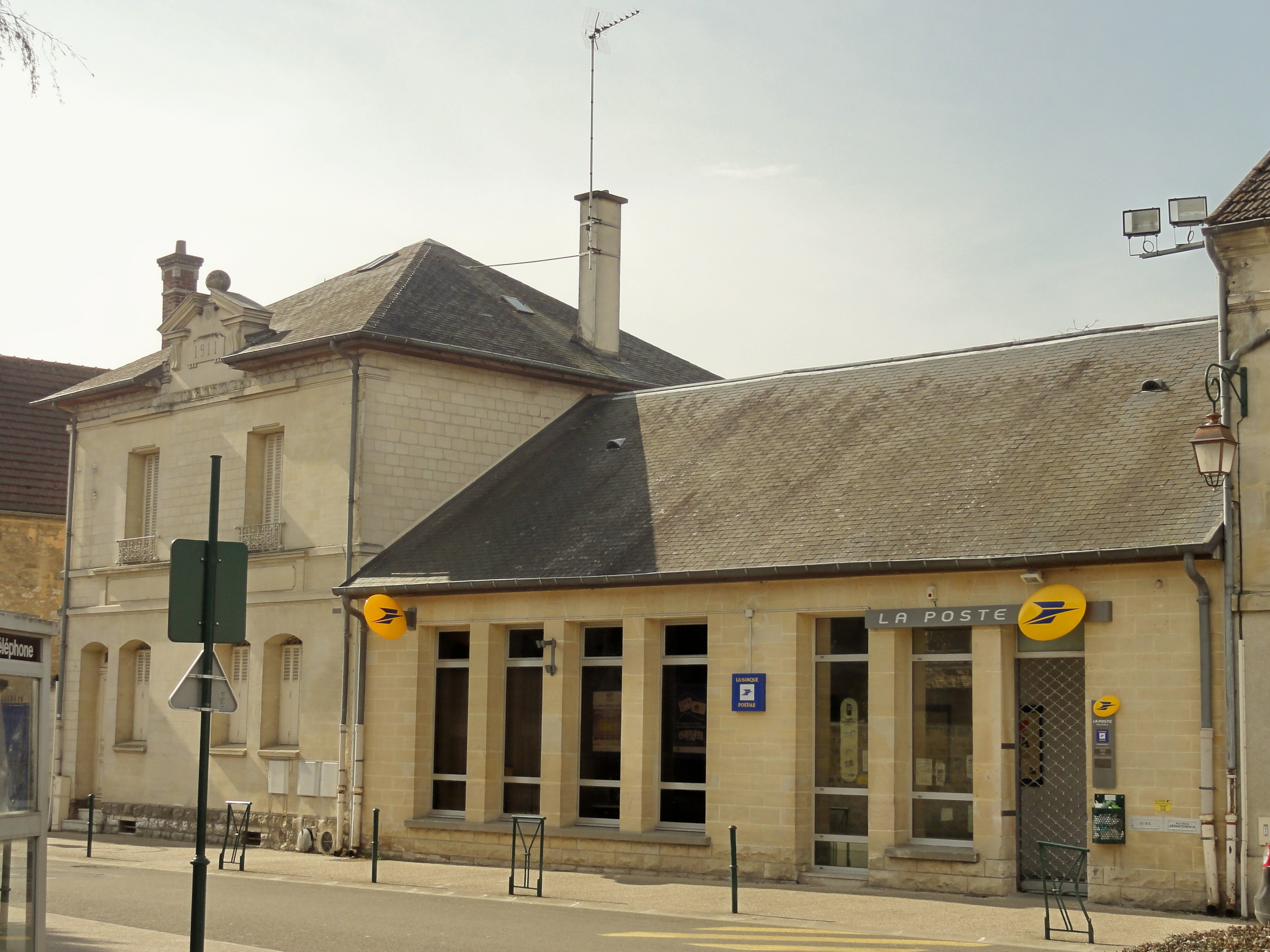
Le bureau de poste.
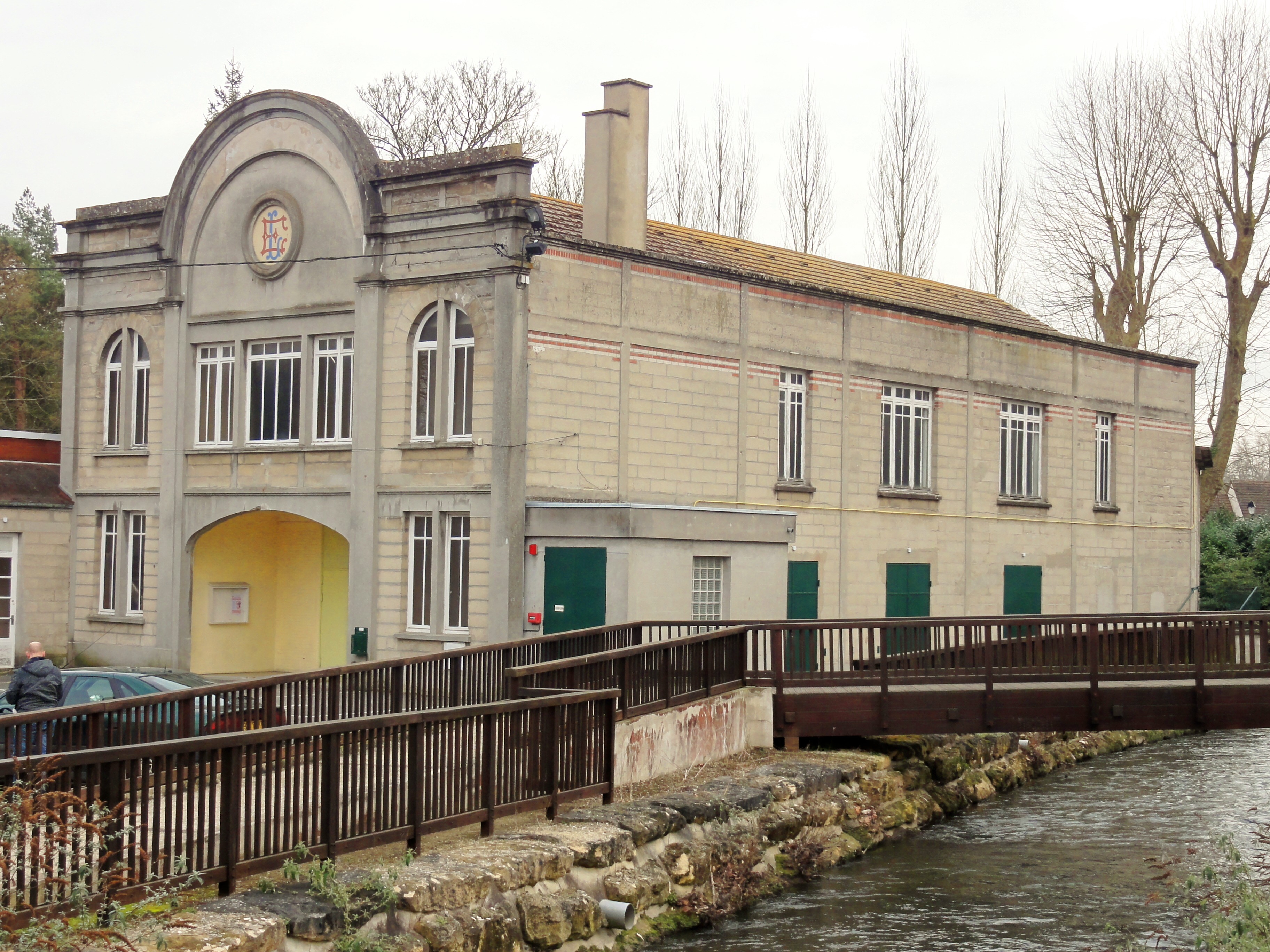
La salle des fêtes.
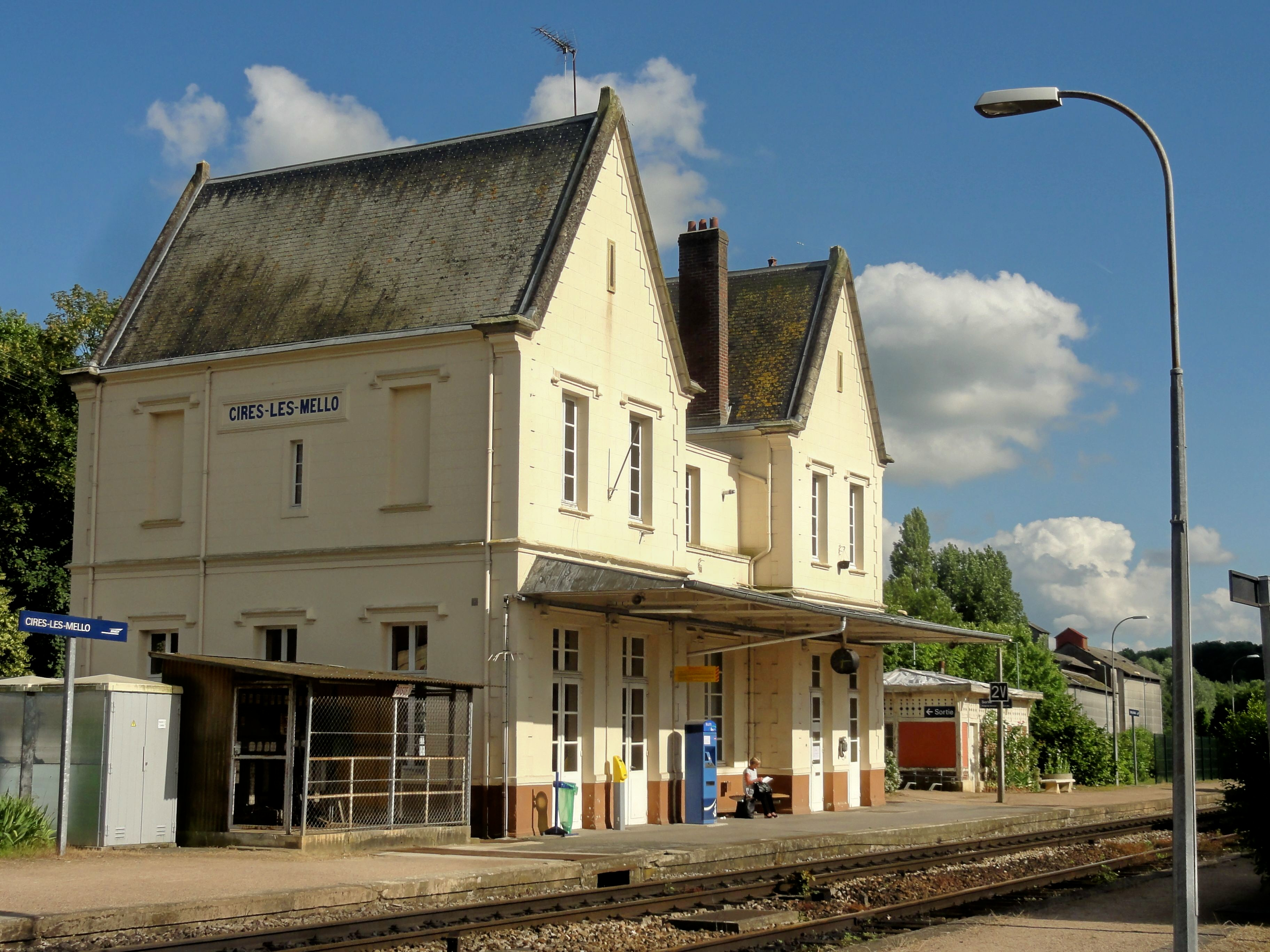
La gare.

## Population et société

### Démographie

#### Évolution démographique
L'évolution du nombre d'habitants est connue à travers les recensements de la population effectués dans la commune depuis 1793. Pour les communes de moins de 10 000 habitants, une enquête de recensement portant sur toute la population est réalisée tous les cinq ans, les populations de référence des années intermédiaires étant quant à elles estimées par interpolation ou extrapolation. Pour la commune, le premier recensement exhaustif entrant dans le cadre du nouveau dispositif a été réalisé en 2004.

En 2022, la commune comptait 3 997 habitants, en évolution de +0,58 % par rapport à 2016 (Oise : +0,87 %, France hors Mayotte : +2,11 %).
| 1793  | 1800  | 1806  | 1821  | 1831  | 1836  | 1841  | 1846  | 1851  |
| ----- | ----- | ----- | ----- | ----- | ----- | ----- | ----- | ----- |
| 1 124 | 1 171 | 1 217 | 1 177 | 1 330 | 1 287 | 1 318 | 1 325 | 1 223 |

| 1856  | 1861  | 1866  | 1872  | 1876  | 1881  | 1886  | 1891  | 1896  |
| ----- | ----- | ----- | ----- | ----- | ----- | ----- | ----- | ----- |
| 1 454 | 1 422 | 1 459 | 1 606 | 1 577 | 1 633 | 1 504 | 1 518 | 1 468 |

| 1901  | 1906  | 1911  | 1921  | 1926  | 1931  | 1936  | 1946  | 1954  |
| ----- | ----- | ----- | ----- | ----- | ----- | ----- | ----- | ----- |
| 1 497 | 1 432 | 1 410 | 1 460 | 1 431 | 1 368 | 1 242 | 1 340 | 1 436 |

| 1962  | 1968  | 1975  | 1982  | 1990  | 1999  | 2004  | 2006  | 2009  |
| ----- | ----- | ----- | ----- | ----- | ----- | ----- | ----- | ----- |
| 1 569 | 1 490 | 1 884 | 2 992 | 3 458 | 3 585 | 3 548 | 3 450 | 3 545 |

| 2014  | 2019  | 2022  | - | - | - | - | - | - |
| ----- | ----- | ----- | - | - | - | - | - | - |
| 3 888 | 3 996 | 3 997 | - | - | - | - | - | - |

#### Pyramide des âges
La population de la commune est relativement jeune.
En 2018, le taux de personnes d'un âge inférieur à 30 ans s'élève à 36,2 %, soit en dessous de la moyenne départementale (37,3 %). À l'inverse, le taux de personnes d'âge supérieur à 60 ans est de 23,1 % la même année, alors qu'il est de 22,8 % au niveau départemental.
En 2018, la commune comptait 2 028 hommes pour 1 958 femmes, soit un taux de 50,88 % d'hommes, légèrement supérieur au taux départemental (48,89 %).
Les pyramides des âges de la commune et du département s'établissent comme suit.
| Hommes | Classe d’âge | Femmes |
| ------ | ------------ | ------ |
| 0,3    | 90 ou +      | 0,7    |
| 4,7    | 75-89 ans    | 7,8    |
| 15,7   | 60-74 ans    | 16,9   |
| 20,5   | 45-59 ans    | 18,9   |
| 20,6   | 30-44 ans    | 21,2   |
| 17,3   | 15-29 ans    | 15,6   |
| 20,8   | 0-14 ans     | 18,8   |

| Hommes | Classe d’âge | Femmes |
| ------ | ------------ | ------ |
| 0,5    | 90 ou +      | 1,4    |
| 5,5    | 75-89 ans    | 7,6    |
| 15,6   | 60-74 ans    | 16,3   |
| 20,8   | 45-59 ans    | 20     |
| 19,4   | 30-44 ans    | 19,4   |
| 17,6   | 15-29 ans    | 16,2   |
| 20,6   | 0-14 ans     | 19,1   |

## Culture locale et patrimoine

### Lieux et monuments

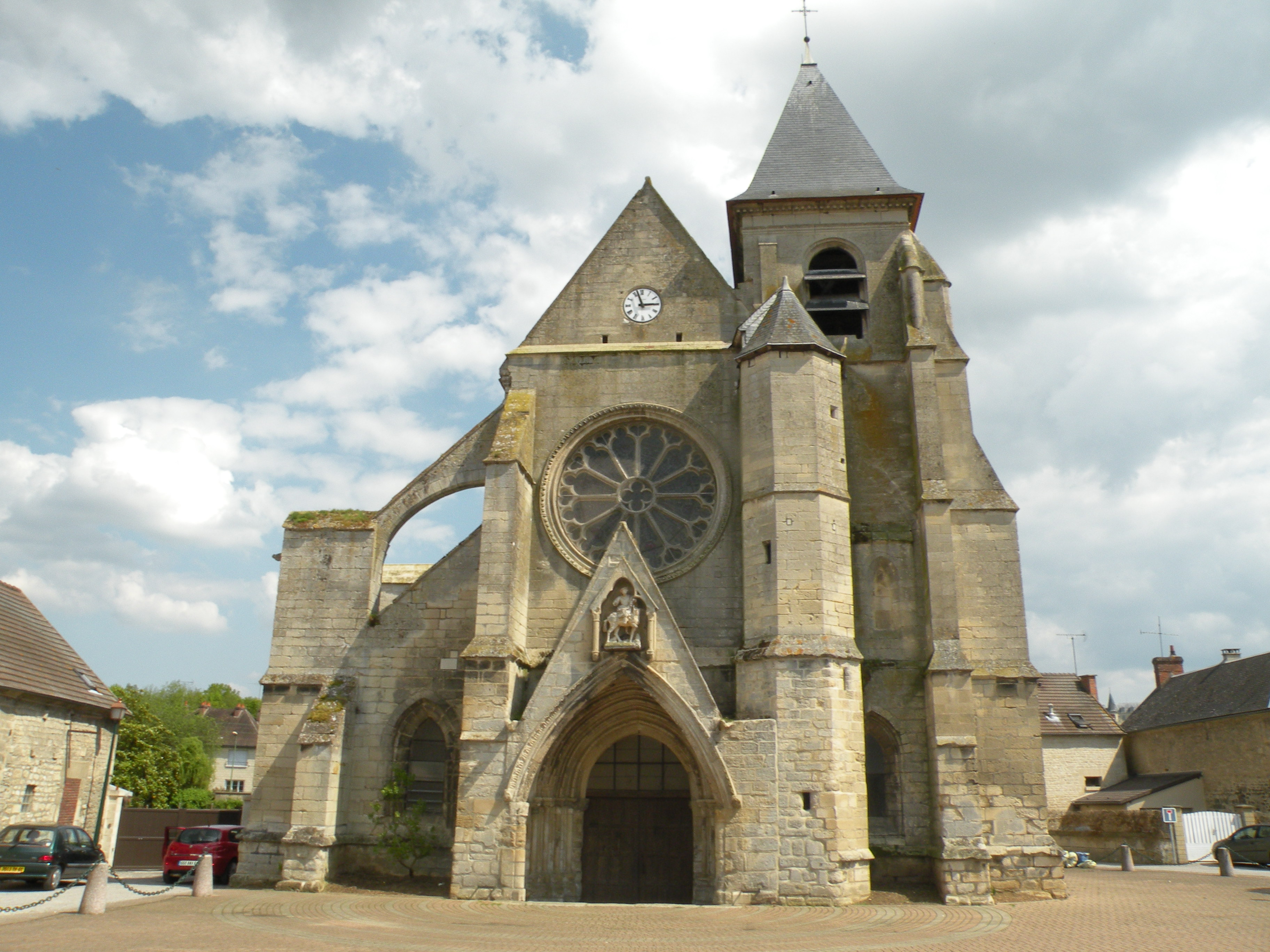
Église Saint-Martin.

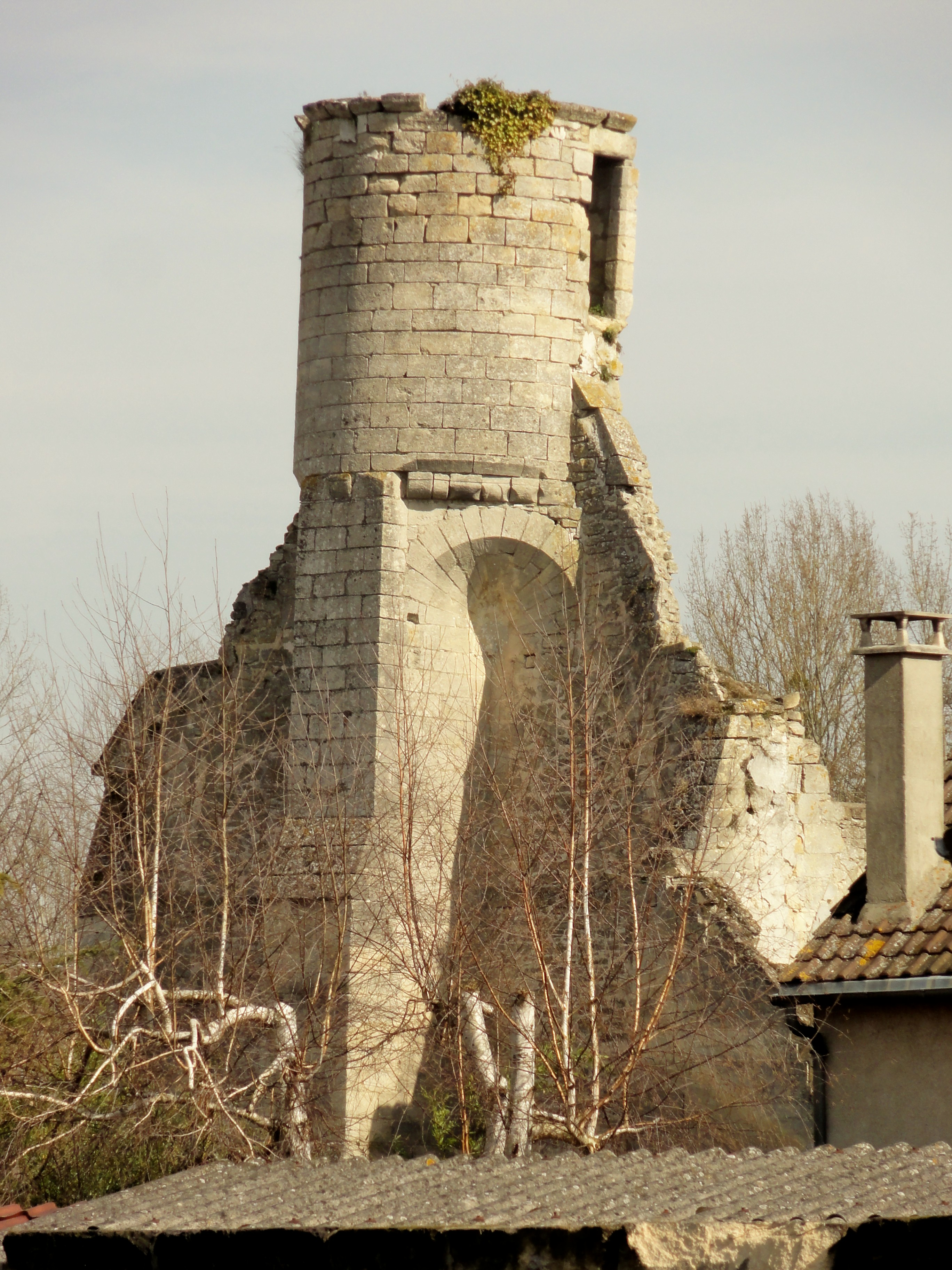
Guette de la grange dîmière.

Cires-lès-Mello possède quatre monuments historiques sur son territoire :
- Château de Cires-lès-Mello, appelé le grand Mello  ou le château de la princesse de Mello. Il accueillit plusieurs rois de France pour la chasse aux loups.

- Église Saint-Martin, place de l'Église (classée monument historique en  1906[23],[49]) : de plan cruciforme, elle se compose d'une nef de quatre travées accompagnée de ses deux bas-côtés ; d'un transept ; d'un chœur au chevet plat d'une seule travée, et de deux chapelles. L'une est de faible profondeur et prolonge le croisillon nord vers l'est ; l'autre, plus grande, se trouve en face et présente extérieurement deux pans de mur obliques.

Le clocher du XVe siècle se dresse au-dessus de la première travée du bas-côté sud. Le chœur et le croisillon nord avec sa chapelle constituent les éléments les plus anciens et remontent à la fin du XIIe siècle, et la nef avec ses bas-côtés sont issus d'une seule campagne de construction vers 1230/ 1235.
Après l'écroulement des voûtes de la croisée du transept, du chœur, du croisillon sud et de la chapelle sud à la fin du Moyen Âge, ces parties sont totalement reconstruites dans le style gothique flamboyant, avec l'adjonction d'un porche devant le portail méridional, mais les voûtes sont simplement remplacées par des lattis de bois recouverts de plâtre. Tout le sol autour de l'église et à l'intérieur a été remblayé pour lutter contre les fréquentes crues du Thérain, ce qui confère à l'édifice une silhouette trapue, et les grandes arcades faisant communiquer la nef avec les bas-côtés paraissent trop basses.
Malgré ses dimensions modestes, l'église est riche d'une élévation sur trois étages, avec des galeries ouvertes sur les combles des bas-côtés et des fenêtres hautes. Les murs hauts de la nef sont confortés par des arcs-boutants. Comme particularités, les fenêtres hautes sont des triplets de baies en tiers-point sans remplage, disposition plus courante pour le chevet ou les extrémités du transept, et les galeries ne comportent qu'une unique baie par travée, en tiers-point et sans arc de décharge. Dans les deux cas, l'on peut parler d'une absence de raffinement. Dans son ensemble, l'église est bien conservée et n'a pas subi de restaurations importantes, ce qui en fait un édifice d'une grande authenticité,
.
- Ruine de la grange dîmière, rue des Petits-Prés et impasse de la Grange-aux-Dîmes (inscrite monument historique en 1926[52]) : Elle date du XIIIe siècle[52] et appartenait autrefois à l'Hôtel-Dieu de Mello. Subsistent le mur gouttereau nord avec les arrachements des voûtes d'ogives, et les deux murs pignons. Sur le contrefort occidental, prend appui une échauguette grâce à deux trompes.
- Pavillon du Tillet, rue Grande du Tillet - RD 929 (inscrit monument historique par arrêté en  2008[53]) : Il s'agit d'une maison en pans de bois, de style néogothique et néo-Renaissance, ornée de riches décors sculptés. Ce pavillon provient de l'Exposition universelle de 1900, probablement du « quartier du Vieux Paris ». Il a été acquis par les propriétaires du château du Tillet et remonté au hameau du Tillet afin de servir de maison de gardien pour le château[53].

On peut également noter : 
- Ancien hôtel-Dieu de la seigneurie de Mello, rue des Petits-Prés.
- Chapelle du Tillet, du XIIe siècle et largement restaurée au XIXe siècle ainsi qu'après la Seconde Guerre mondiale. De plan rectangulaire à l'origine, elle a été dotée d'une abside à trois pans au XIXe siècle. Une voûte en carène renversée, très refaite, recouvre la partie ancienne tandis que l'abside reçoit une voûte à nervures retombant sur des consoles sculptées, dans l'esprit du gothique tardif. La chapelle contient une chaire de style gothique[54]

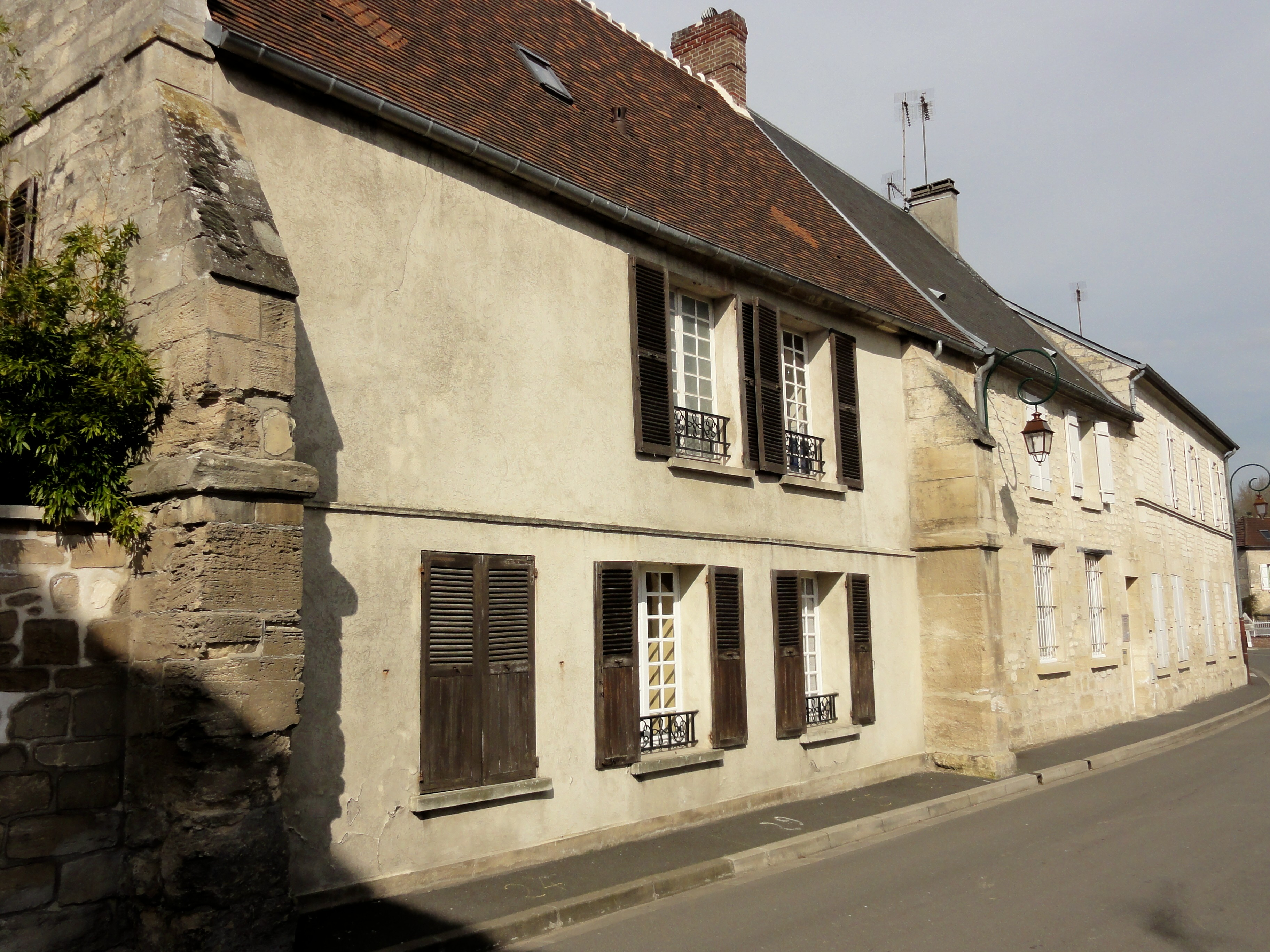
L'ancien Hôtel-Dieu
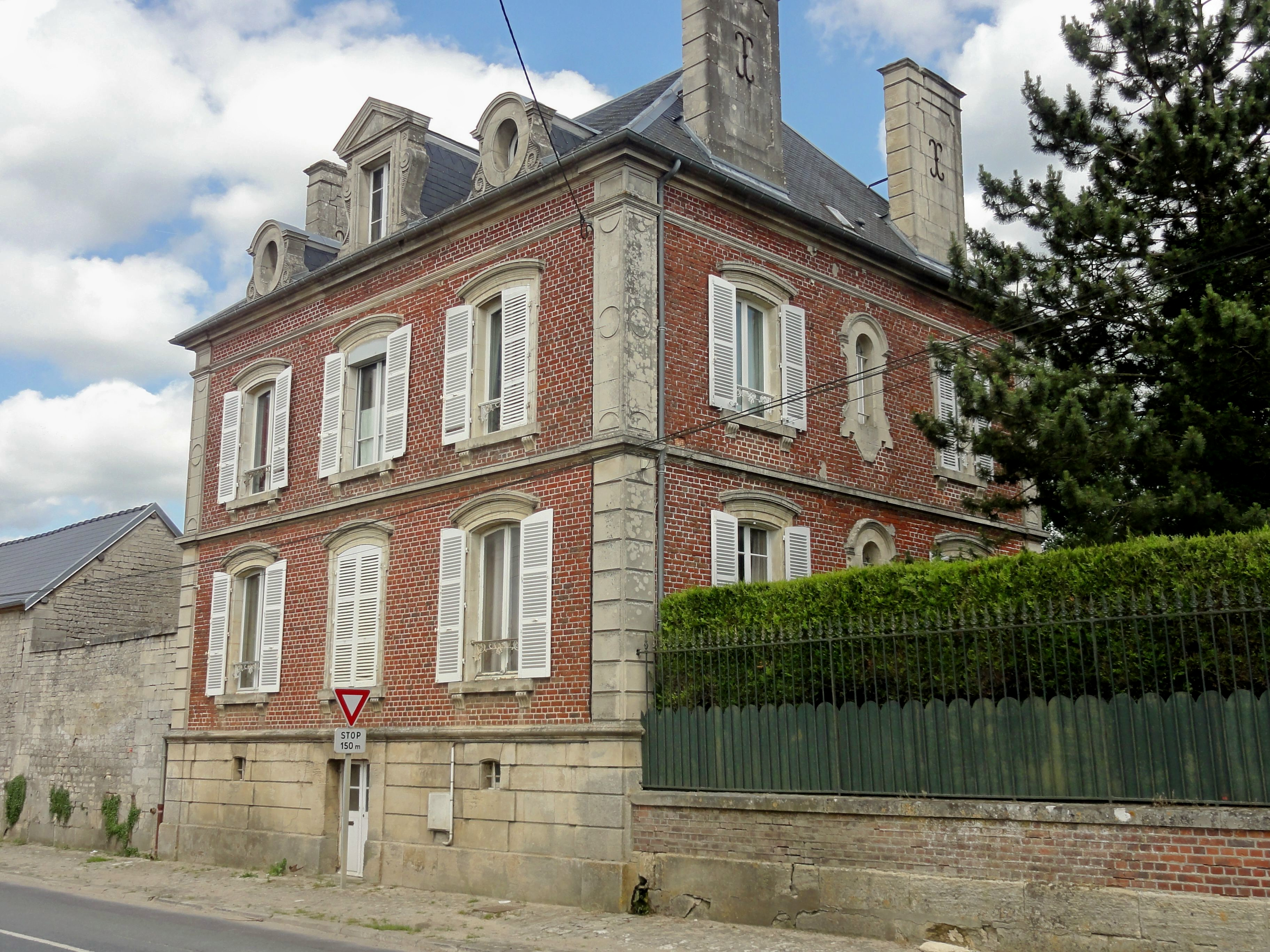
Maison de maître, Grande-rue du Tillet
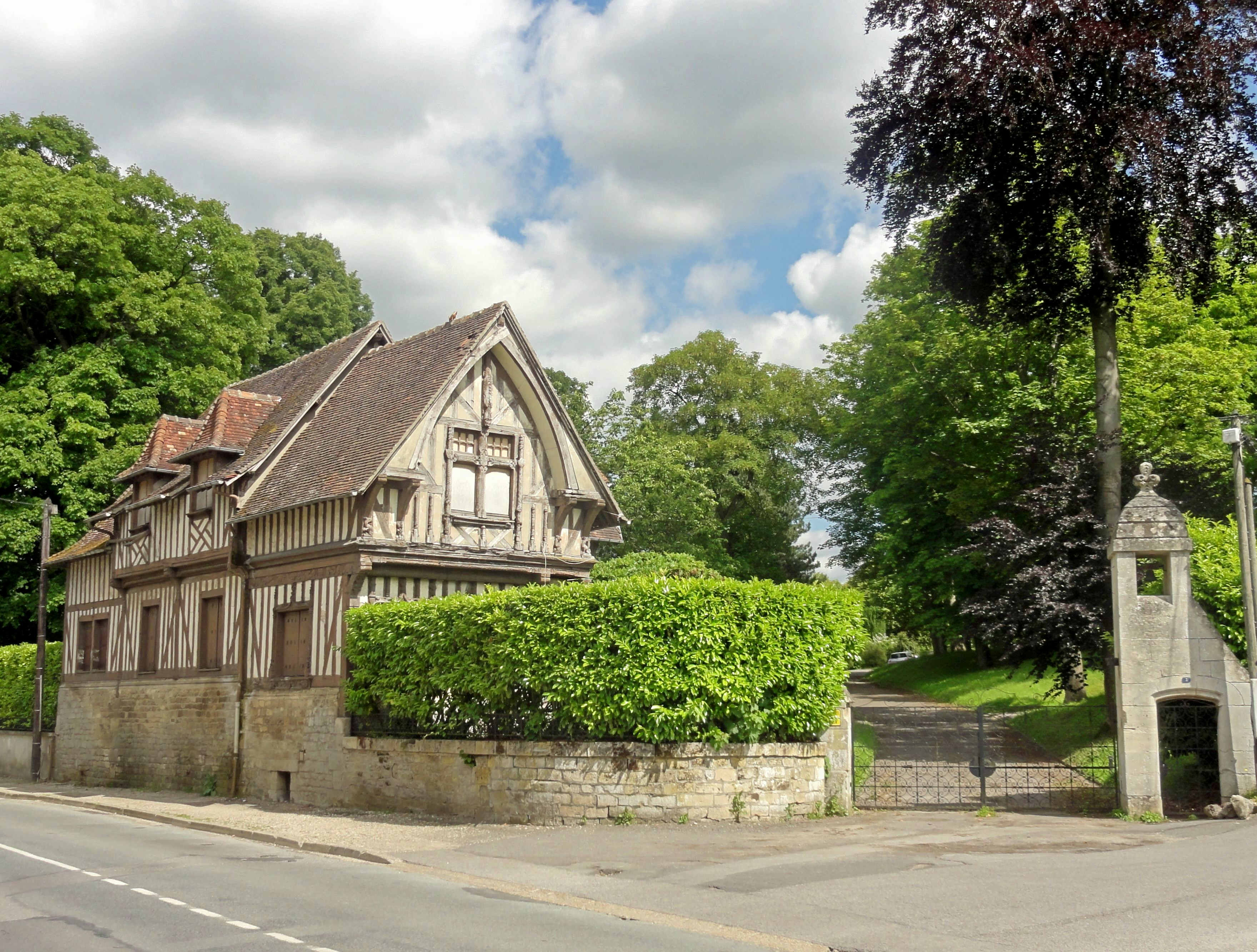
Pavillon du Tillet
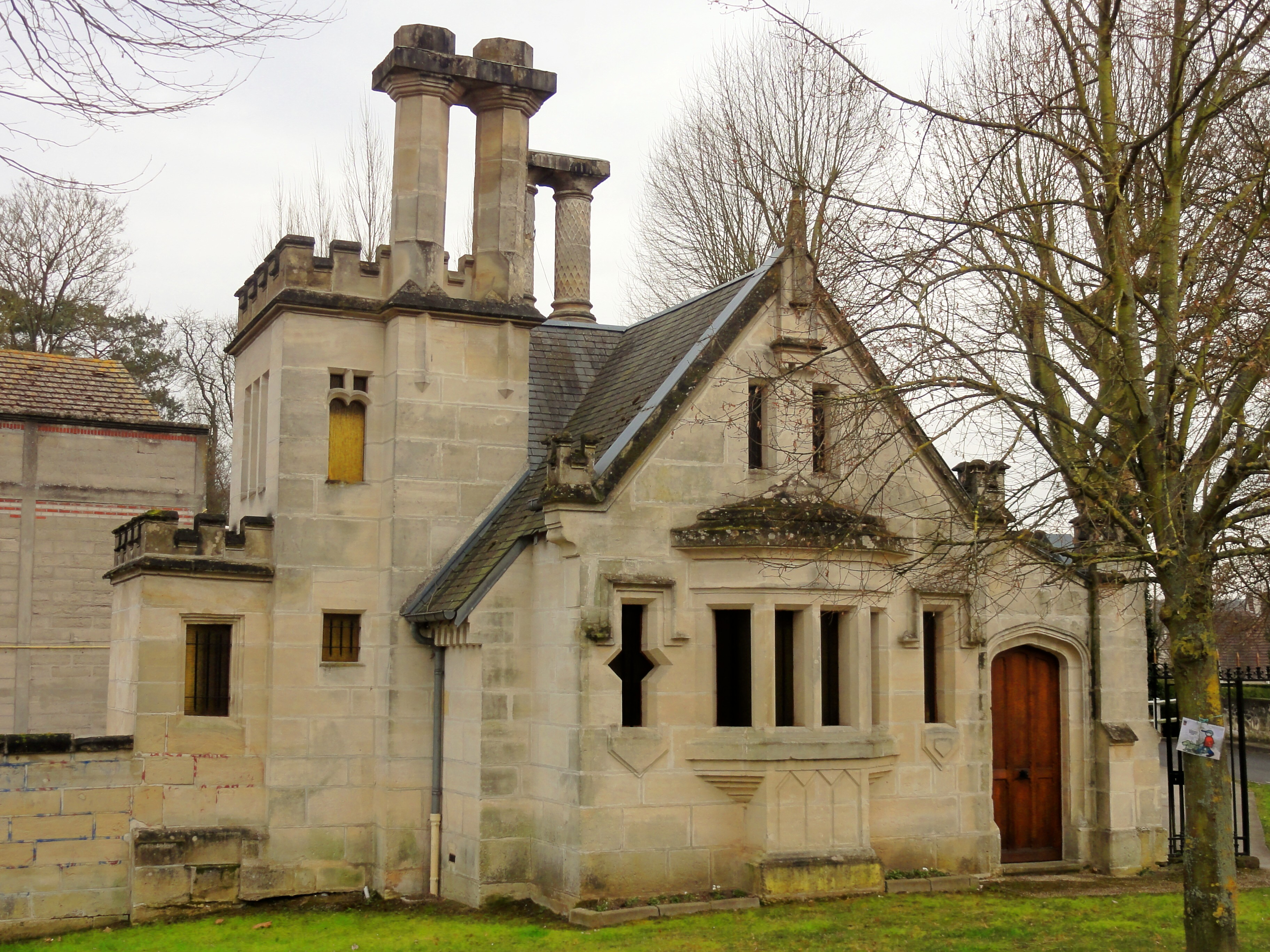
Maison, près de la gare
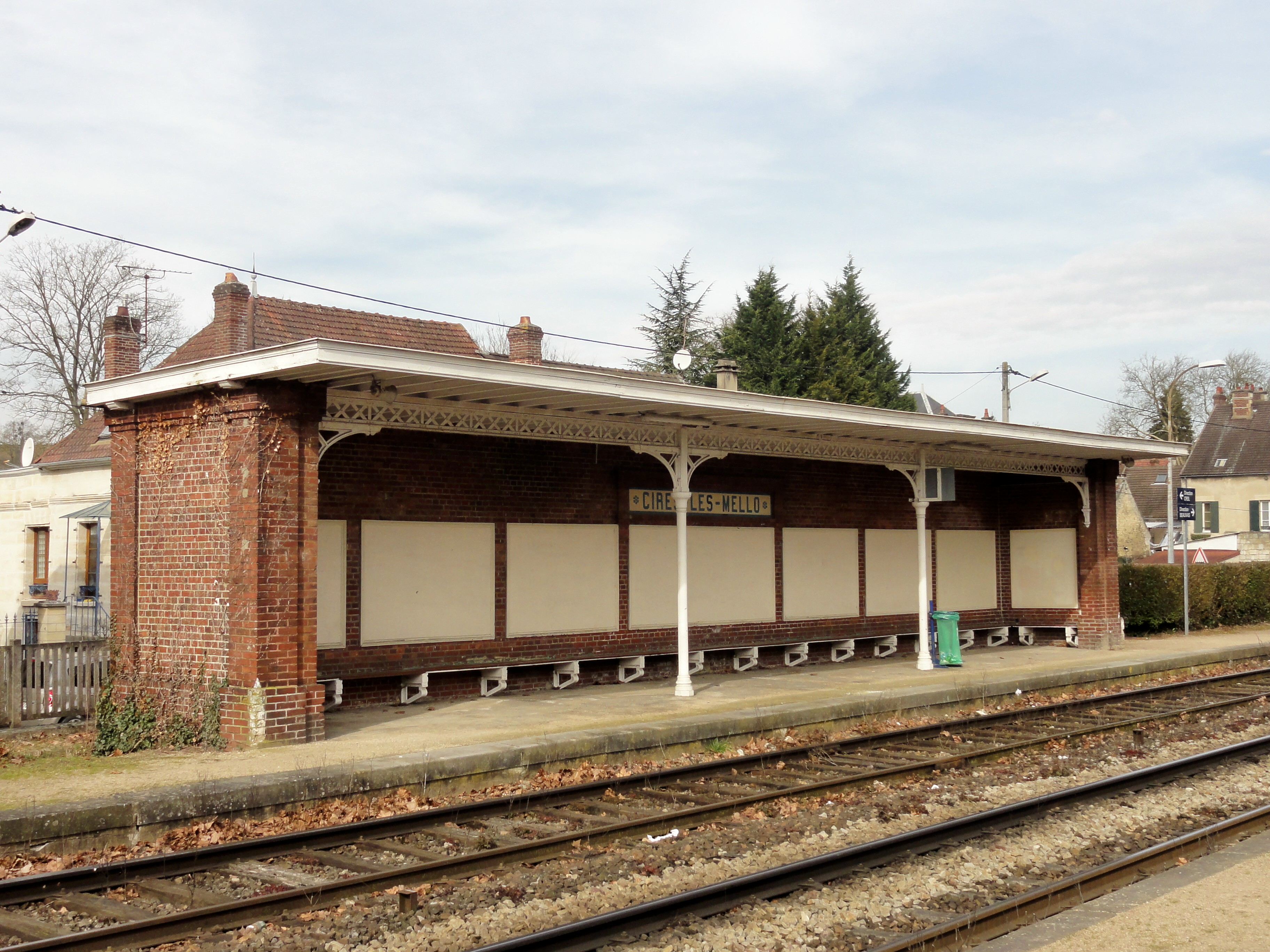
Abri de quai de la gare.
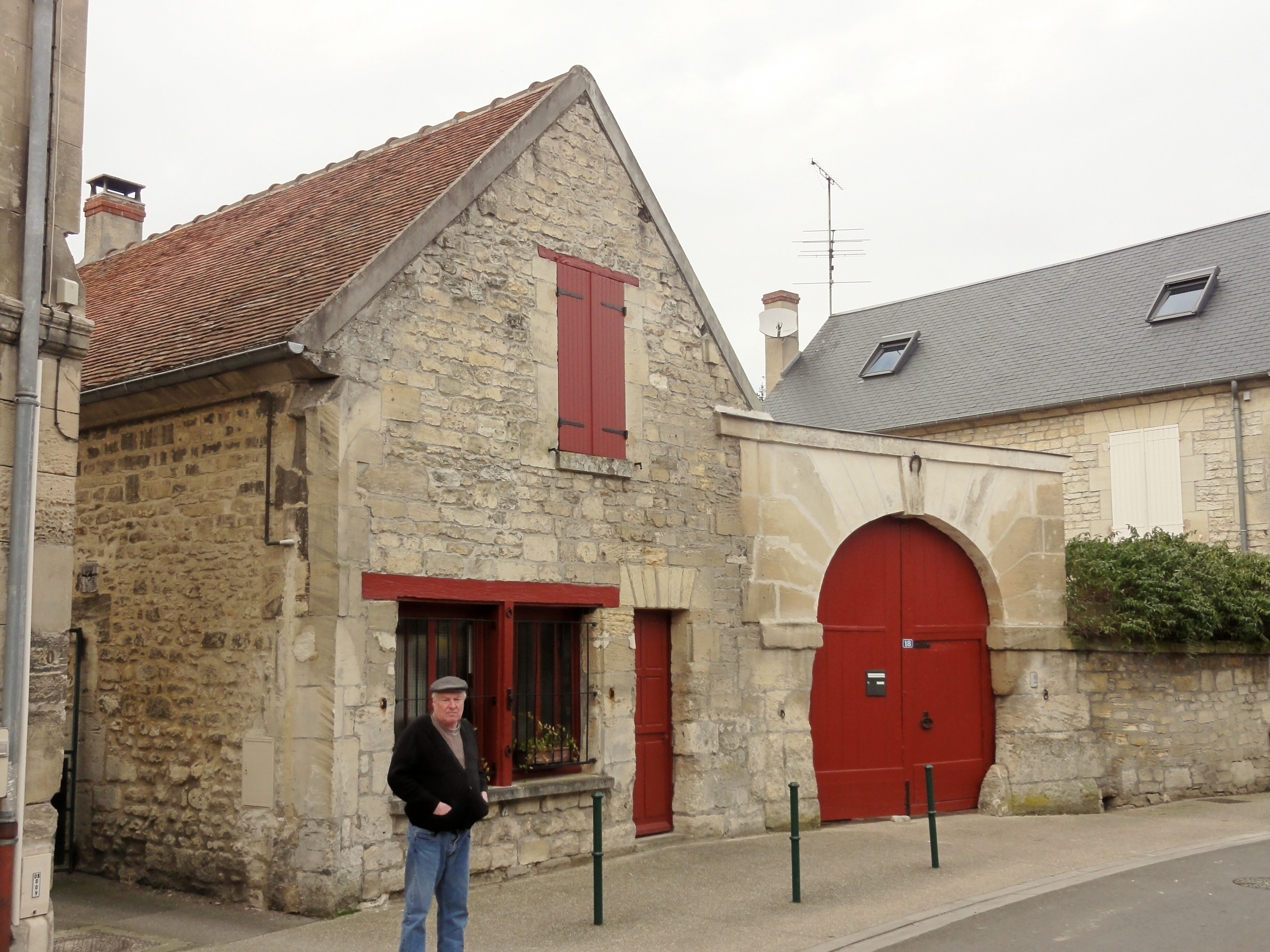
Maison ancienne, rue Saint-Martin
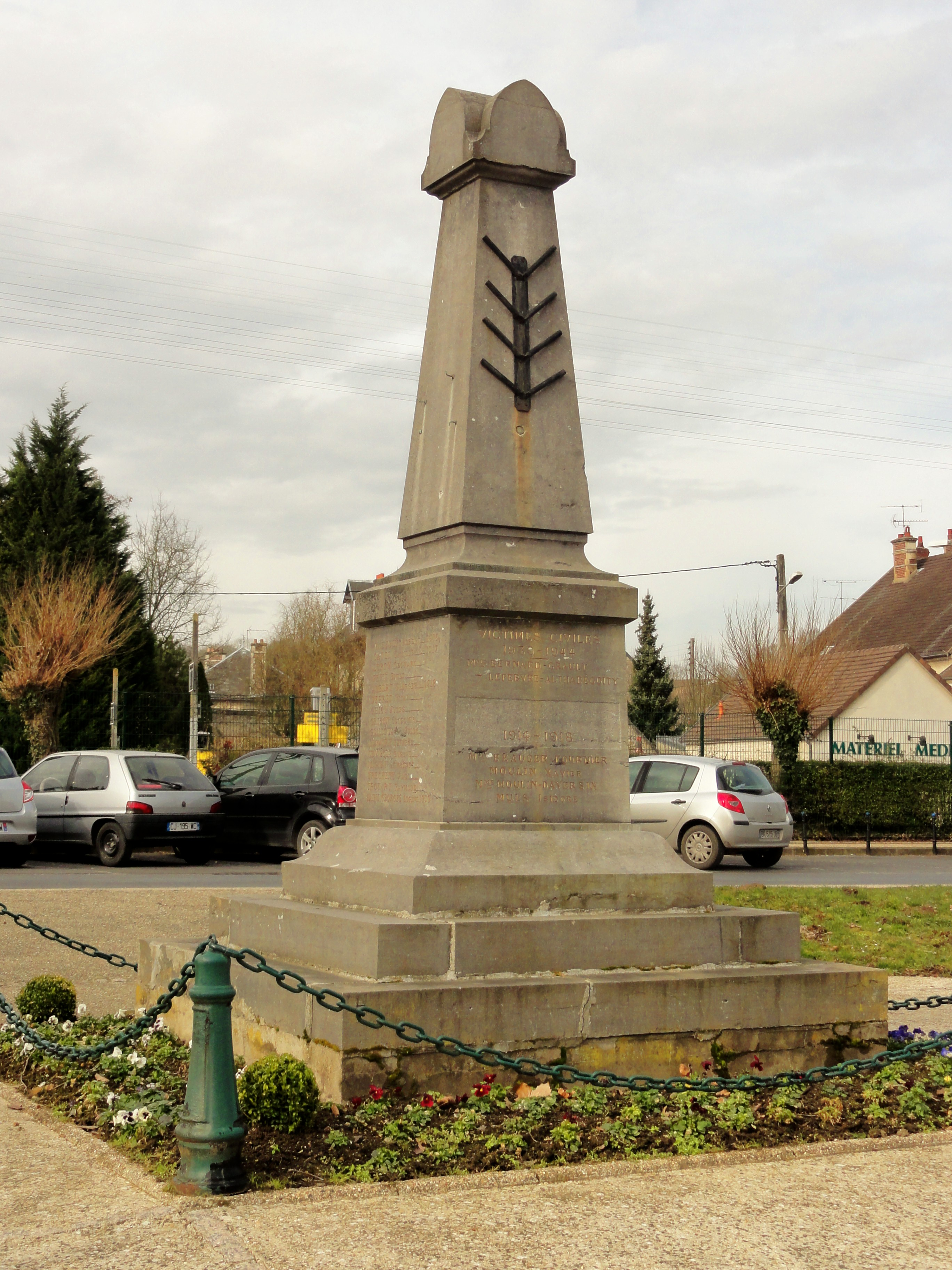
Monument aux morts

### Personnalités liées à la commune
La ville de Cires-lès-Mello a une rue dédiée à saint Martin. Ce dernier serait passé à cheval (dans une rue appelée maintenant la rue Saint-Martin) et sa monture y aurait perdu un fer, détenu maintenant dans l'église ayant au-dessus de sa porte d'entrée une statue de saint Martin à cheval.
- Auguste Viquesnel (1800-1867), ethnologue et géologue français, né à Cires-lès-Mello.
- Raymonde Bramoulé, auditrice questionneuse récurrente du Jeu des 1000 euros est résidente de la commune.

### Héraldique
| Blason de Cires-lès-Mello | Blason  | D'or au chevron de gueules, accompagnée au chef de deux fers à cheval de sable et en pointe un alérion du même, au chef d'azur chargé de trois merlettes d'or. |
| Blason de Cires-lès-Mello | Détails | Le statut officiel du blason reste à déterminer. |